# Alpes de Wallgau
Os Alpes de Wallgau - Wallgauer Alpen em alemão - é um maciço montanhoso que faz parte dos Alpes Orientais-Norte na sua secção dos Pré-Alpes Bávaros e que se encontra na região da Baviera na Alemanha. O ponto mais alto é o  Krottenkopf com 2.086 m.

## Localização
Os Alpes de Wallgau ficam rodeados a Norte pelas Colinas da Bavária, a Leste os  Alpes de Mangfall, e a Sudeste os Montes de Mieming e Wetterstein. a Sudoeste os Alpes de Ammergau, e a Oeste Alpes de Algovia.

## SOIUSA
A Subdivisão Orográfica Internacional Unificada do Sistema Alpino (SOIUSA), dividiu em 2005 os Alpes em duas grandes partes: Alpes Ocidentais e Alpes Orientais, separados pela linha formada pelo  Rio Reno - Passo de Spluga - Lago de Como - Lago de Lecco.
O conjunto de Pré-Alpes de Bregenz, Alpes de Algovia, Alpes de Ammergau, Alpes de Wallgau, Alpes de Mangfall, e os Alpes de Chiemgau formam os Pré-Alpes Bávaros

### Classificação  SOIUSA
Segundo a SOIUSA este acidente geográfico é uma Sub-secção alpina  com as seguintes características:
- Parte = Alpes Orientais
- Grande sector alpino = Alpes Orientais-Norte
- Secção alpina = Pré-Alpes Bávaros
- Sub-secção alpina =  Alpes de Wallgau
- Código = II/B-22.IV